# Ramón Santamarina (Buenos Aires)
Ramón Santamarina is een plaats in het Argentijnse bestuurlijke gebied Necochea in de provincie Buenos Aires. De plaats telt 473 inwoners.